# TAB (ボリビア)
TAB（西：Transportes Aéreos Bolivianos、日本語訳：ボリビア航空輸送）は、ボリビア空軍が運営する貨物航空会社。ラパスに拠点を置く。

## 概要
TABは1977年にボリビア空軍の系列会社として設立された。航空運輸管理部（Gerencia de Transportes Aereos）の下で運営される。TABは主にボリビア西部へのチャーター便が主流である。また設立当初からアメリカ合衆国にも運行していたが1992年に停止される。運行停止間は1992年6月にリース契約されたDC-8をもって週2便が運行され、その後1999年に再開された。
アメリカ合衆国との間の路線はラパスとサンタ・クルス・デ・ラ・シエラおよびコチャバンバがある。

## 事務所
ボリビア国内
- ラパス、エル・アルト国際空港内。
- サンタ・クルス・デ・ラ・シエラ、ビルビル国際空港内。
- コチャバンバ、ホルヘ・ウィルステルマン国際空港内。

アメリカ合衆国内
- マイアミ、マイアミ国際空港内。

## 運航機材
2009年時点での運行機材。
- C-130：2機
- DC-10-10P：1機